# آيفون 12
آيفون 12 (بالإنجليزية: iPhone 12)‏ هو هاتف ذكي بشاشة تعمل باللمس أنتجته شركة أبل. تم الكشف عنه في 13 أكتوبر 2020 وبدأ تسليم الهواتف للزبائن في 23 أكتوبر 2020.

## الاصدارات
تشتمل سلسلة آيفون 12 على أربعة طرز، آيفون 12 ميني، وآيفون 12، وآيفون 12 برو، وآيفون 12 برو ماكس، كل منها يقدم ميزات فريدة وباحجام شاشة مختلفة.

## التصميم
يتميز آيفون 12 بتصميم جديد ومتجدد مع حواف مسطَّحة ومظهر أنيق وبسيط. الهاتف متوفر بخمسة ألوان مختلفة: الأسود، الأبيض، الأحمر، الأخضر، والأزرق. كما جعلت أبل جهاز آيفون 12 أكثر متانة من خلال درع مصنوع من الألومنيوم والسيراميك المستخدم في صناعة الطيران، مما يوفر حماية معززة ضد السقوط والصدمات. الهاتف أيضًا مقاوم للماء والأتربة وفق معيار IP68، مما يسمح بغمره في الماء لمدة تصل إلى 30 دقيقة.

## شاشة العرض
يتميز هاتف آيفون 12 بشاشة سوبر ريتينا إكس دي آر مقاس 6.1 إنش، بدقة 2532 × 1170 وبكثافة بكسل تبلغ 460 نقطة في البوصة. هذه الشاشة ليست ساطعة وحيوية فحسب، ولكنها أيضًا موفرة للطاقة بفضل تقنية أوليد الجديدة من أبل.
تتميز طرازي آيفون برو 12 وبرو ماكس بشاشات أكبر، مع احتواء برو ماكس على أكبر شاشة حتى الآن على آيفون، بقياس 6.7 بوصة.

## المعالج والأداء
يتم تشغيل آيفون 12 بواسطة شريحة أبل إيه 14 بيونيك، والتي توفر أداءً سريعًا للغاية، ممَّا يجعل تعدد المهام وتشغيل التطبيقات كثيرة المتطلبات أمرًا سهلاً. كما تتميز الشريحة بمحرك عصبي جديد ومحسّن قادر على إكمال 11 تريليون عملية في الثانية، مما جعلها واحدة من أقوى شرائح الهواتف الذكية في السوق آنذاك.

## الكاميرا
يحتوي آيفون 12 على نظام كاميرا مزدوجة، يتكون من عدسة عريضة 12 ميجابكسل وعدسة واسعة للغاية، وتضيف الاصدارات من نوع برو وبرو ماكس عدسة تليفوتوغرافي. تستطيع الكاميرات الموجودة في آيفون 12 التقاط صور مذهلة، حتى في ظروف الإضاءة المنخفضة، وذلك بفضل حجم البكسل الكبير وخوارزميات معالجة الصور المحسّنة. تشتمل الاصدارات من نوع برو وبرو ماكس إمكانية تسجيل فيديو ProRes، مما يسمح بالتقاط مقاطع فيديو عالية الجودة.

## البطارية
يتمتع جهاز آيفون 12 بعمر بطارية مماثل لسلفه، الآيفون 11، مع ما يصل إلى 17 ساعة من تشغيل الفيديو. تتميز طرز الاصدارات من نوع برو وبرو ماكس بعمر بطارية أطول بعض الشيء، حيث يمكن لإصدار برو ماكس تشغيل الفيديو لمدَّة تصل إلى 20 ساعة.